# Mefitis
Mefitis és una divinitat romana (femenina) que presideix les emanacions pudents i sulfuroses tan abundants al país, sobretot a la Itàlia central, a la zona on vivien els oscos. De fet, es considera una divinitat Osca.
Es creia que les emanacions sulfuroses produïen pestes i epidèmies i per això Mefitis era considerada, de vegades, la deessa de la pesta. Tenia un temple a Roma, a l'Esquilí, prop del temple de Juno.
Més endavant, es va veure que les aigües sulfuroses anaven bé per la pell, i es va considerar Mefitis com un deessa que proporcionava salut, i una precursora de "Venus salutífera".